# 史考特·索爾森
史考特·索爾森（1959年1月23日—）是憑藉與藝人利伯拉契的關係和訴訟而聞名的美國人。自2008年以來，他曾多次被定罪，並受到內華達州懲教局的監督。
利伯拉契去世一年後，索爾森出版了名為《燭台背後：我與利伯拉契的生活》（1988年）的回憶錄。

## 流行文化形象
在加拿大和美國合拍的電視電影《利伯拉契：音樂背後》中，由麥可·多蘭飾演索爾森。
《燭台背後》後來被史蒂芬·索德柏改編成電視電影《熾愛琴人》，由麥特·戴蒙飾演索爾森。

## 李柏拉契

### 关系
1976年，尚为青少年的索特·索森（Scott Thorson）通过与舞者鲍勃·斯特里特的恋爱关系，结识了李柏拉契（Liberace）。1821年，当他18岁时，李柏拉契聘请他担任私人助手和伴侣。据称，两人维持了五年的恋爱关系，并伴随着奢华礼物、环球旅行与收养承诺。李柏拉契自称“拥有比伊丽莎白·泰勒还多的貂皮大衣和钻石”。 李柏拉契还让索森参与拉斯维加斯舞台表演，包括驾驶劳斯莱斯入场
，并曾担任舞者。
索森称，两人关系因李柏拉契的滥情与他自身吸毒而出现裂痕。他表示是李柏拉斯引导其接触毒品，但当他染上毒瘾后，对方撤销了他的资金支持。他还称整形后，医生给他开了包含可卡因、安眠酮、安非他命、地美罗在内的成瘾性药物。 索森说自己曾为讨好李柏拉契接受整形手术，使两人容貌趋于相似，但始终感觉这是单方面的关系。他称其慷慨同时又极度占有欲强。
2000年，他出现在英国纪录片《Liberace: Too Much of a Good Thing Is Wonderful》中；2002年在《拉里·金现场》中确认他确曾因为李柏拉契建议而接受整形手术，并于当年初拆除下巴植入物。
2012年，他因毒品与盗窃罪在狱中接受采访，包括2013年6月接受霍华德·斯特恩访谈，并在2012年5月登上《娱乐今夜》，回忆那段时光仍感痛苦。

### 诉讼与著作
1982年被驱逐后，索森提起1.13亿美元诉讼，其中包括美国首例同性伴侣赡养费案。 此案于1986年庭外和解，索森获9.5万美元现金、三辆汽车与三只宠物犬（总计约11.5万美元，按今日等值计算）。 索森称自己是因为对方即将病逝才决定和解，并非主张赡养，而是财产被侵占。之后索森去世前又见过李柏拉斯一面。
1988年，他出版回忆录《水晶烛台之后：我与李柏拉契的生活》（Behind the Candelabra: My Life with Liberace）。
在1988年加拿大-美国合拍电视电影《李柏拉契：音乐背后》中，索森由迈克尔·多兰饰演。
2013年，回忆录改编为HBO电影《水晶烛台之后》，由马特·达蒙和迈克尔·道格拉斯主演，5月26日在HBO播出。由史蒂文·索德伯格执导，理查德·拉格拉文内兹编剧，奥斯卡得主马文·汉姆利希作曲。

## 神奇仙境谋杀案
1989年，索特·索森（Scott Thorson）成为指控黑帮分子、好莱坞西部夜总会Starwood老板Eddie Nash的重要证人，该案为1981年“仙境帮”四人谋杀案
。因其证词，索森被纳入联邦证人保护计划。1991年，他在佛罗里达州杰克逊维尔
的酒店房间遭毒贩闯入并被连开三枪。

## 后期生活与去世
2008年，索特·索森（Scott Thorson）因重罪毒品与入室盗窃指控认罪，被判处四年监禁。
索森此前已被诊断患有丙型肝炎，而在2012年秋，他被诊断出患有癌症二期。确诊后，在2014年1月其医疗由内华达州惩教署接管前，索森曾公开寻求捐助以继续治疗。他曾计划于2012年再版《Behind the Candelabra》，以配合改编电影上映。
2013年2月，警方调查一起遗失钱包案件时，追踪到被盗信用卡在内华达州雷诺市 (Reno, Nevada)的一家酒店被使用，嫌疑人正是索森。他以“杰斯·马洛”（Jess Marlow）之名登记，该名字据称是在参与“纳什案”证人保护计划时获得。他随后因入室盗窃及未经同意使用信用卡等罪名被捕。2013年7月，索森认罪并被判处五年缓刑。 月光兔子农庄老板丹尼斯·霍夫为其支付了12.5万美元保释金。
2013年9月，索森毒检呈阳性（甲基苯丙胺），但获得再次缓刑机会。然而，10月两次以及11月1日的毒检均再次呈阳性。他在11月19日因未遵守法院命令进入戒毒治疗机构而被捕。2014年1月23日，法院撤销其缓刑并判处其8至20年监禁。
截至截至2021年3月，索森在居民限制监护制度下服刑，不受监督居住拘禁，预计释放日期为2022年8月30日，若提前获得假释则可能更早。
2021年5月10日，索森假释被撤销并重新收监，关押于内华达州高地沙漠州立监狱（High Desert Prison），预计释放时间为2022年9月8日。

索森于2024年8月16日，在洛杉矶一家医疗机构因癌症与心脏病并发症去世，享年65岁。

## 外部連結
- 史考特·索爾森在互联网电影资料库（IMDb）上的資料（英文）
- . TruTV.   [2021-07-10]. （原始内容存档于2014-01-04）.
- . Nightcharm. 2012-12-15  [2021-07-10]. （原始内容存档于2018-03-03）.
- . Tantor Media.   [2021-07-10]. （原始内容存档于2014-08-05）.